# Nadwywiad Rządu Londyńskiego
Akcja NW, Nadwywiad Rządu Londyńskiego – grupa „konspiracyjna”, stworzona w 1942 przez  Sicherheitsdienst i Abwehrę w celu infiltracji wywiadu Armii Krajowej. Występowała również pod nazwami Kresowa Brygada Śmierci, Kresowa Brygada Strzelców Śmierci, Brygada X. Agenci to między innymi Józef Hammer-Baczewski vel Henryk Szweycer (zlikwidowany 1 sierpnia 1942) i Edward Zajączkowski.

## Historia
W większości składała się z Polaków, którzy byli przekonani o faktycznej pracy na rzecz władz polskich. Organizacja miała sprawiać wrażenie ściśle zakonspirowanej i sprawującej kontrolę nad polskim podziemiem z rzekomego pełnomocnictwa rządu w Londynie. Zwerbowanych członków organizacji zapoznawano ze sfałszowanym dokumentem z rzekomym podpisem premiera generała Władysława Sikorskiego. Agenci niemieccy werbujący do organizacji podszywali się pod emisariuszy rządu londyńskiego. Hammer-Baczewski umiejętnie wykorzystywał tajność i elitarność organizacji, dzięki czemu zwerbowani przez niego Polacy nie meldowali przełożonym z dotychczasowych komórek podziemia, że skontaktowała się z nimi organizacja Baczewskiego.
W końcowej fazie działalności Nadwywiadu jej twórca skupił się na infiltracji wywiadu więziennego działającego wśród pracowników więzienia na Pawiaku. Do rozbicia organizacji doszło dzięki żołnierzowi wywiadu AK Władysławowi Ryszkowskiemu, który wystawił Baczewskiego (wyrok wykonano 1 sierpnia 1942). Następnie AK przewerbowała współpracowników Baczewskiego, przekonując ich o powiązaniach ich byłego szefa z Niemcami.
Kierownictwo organizacji po Baczewskim przejął Edward Zajączkowski, również stracony przez podziemie 13 września 1942. Za jego rządów organizacja nie zdołała odzyskać dawnego znaczenia.